# St. Jodok am Brenner
St. Jodok am Brenner ist ein Dorf in Tirol, das zu den Gemeinden Vals und Schmirn im Bezirk Innsbruck-Land gehört. Es bildet seit 2012 zusammen mit dem Schmirntal und dem Valsertal ein Bergsteigerdorf.

## Lage
St. Jodok liegt auf 1129 m ü. A. an der Stelle, wo sich das Schmirn- und das Valser Tal vereinigen, kurz bevor sie ins Wipptal einmünden. Im Dorf fließen auch die aus den beiden Tälern kommenden Bäche, der Schmirnbach und der Valser Bach, zusammen. Der Schmirnbach bildet die Gemeindegrenze, der größere Teil südlich davon gehört zur Gemeinde Vals, der Teil nördlich zur Gemeinde Schmirn (Ortschaft Außerschmirn).

## Geschichte
1425 wurde die gotische Pfarrkirche erbaut und dem hl. Jodok geweiht, 1784 wurde sie umgebaut und barockisiert. St. Jodok gehörte ursprünglich zur Pfarre Matrei, wurde 1687 Kuratie und 1891 zur eigenständigen Pfarre erhoben. Vom Kirchenpatron hat das Dorf seinen Namen, auch ins Gemeindewappen von Vals hat er mit der Krone Eingang gefunden. Die Wahl des Pilgerpatrons Jodok weist darauf hin, dass der Ort an der Pilgerroute über den Brenner nach Rom liegt.

## Verkehr
Das Ortsbild wird von der 1864 bis 1867 erbauten Brennerbahn geprägt, die in einer großen Kehre um den Ort und einem 481 m langen Kehrtunnel an Höhe gewinnt. Nördlich des Dorfes befindet sich die Haltestelle St. Jodok, die von der Linie S3 der S-Bahn Tirol bedient wird.

## Sport
Mit dem 2012 eröffneten Peter-Kofler-Klettersteig in der Stafflacher Wand oberhalb von St. Jodok existiert ein 600 Meter langer Klettersteig der Kategorie C. An der Stafflacher Wand befindet sich zudem eine Kletterroute über elf Seillängen.